# Barbara Wolnicka-Szewczyk
Pour les articles homonymes, voir Szewczyk.
Barbara Mirosława Wolnicka-Szewczyk, née le 21 mars 1970 à Katowice, est une escrimeuse polonaise.

## Carrière
Bien qu'elle participe pour la première fois aux Jeux olympiques en 1992 à Barcelone puis en 1996 à Atlanta, ce n'est qu'en 1998 que, sous l'impulsion notoire de Sylwia Gruchala, l'équipe de Pologne devient une force majeure du fleuret féminin, permettant à Wolnicka d'obtenir sa première médaille, par équipes, aux championnats du monde de La Chaux-de-Fonds. L'année suivante, elle décroche l'argent par équipes aux championnats du monde 1999 à Séoul.
Malgré ces médailles, l'équipe polonaise n'est que sixième au classement des neuf équipes en lice aux Jeux de Sydney en 2000. Mais les Polonaises vont confirmer leur statut, en battant successivement la Chine (45-43) puis l'Allemagne (45-34), championne du monde en titre. En finale, la Pologne doit s'incliner contre l'équipe d'Italie (36-45) et se contenter de la médaille d'argent.

## Palmarès
- Escrime aux Jeux olympiques
  -  Médaille d'argent par équipes aux Jeux olympiques de 2000 à Sydney

- Championnats du monde d'escrime
  -  Médaille d'argent par équipes aux championnats du monde d'escrime 1999 à Séoul
  -  Médaille de bronze par équipes aux championnats du monde d'escrime 1998 à La Chaux-de-Fonds

- Championnats d'Europe d'escrime
  -  Médaille de bronze par équipes aux championnats d'Europe d'escrime 2000 à Funchal